# Великий Іран

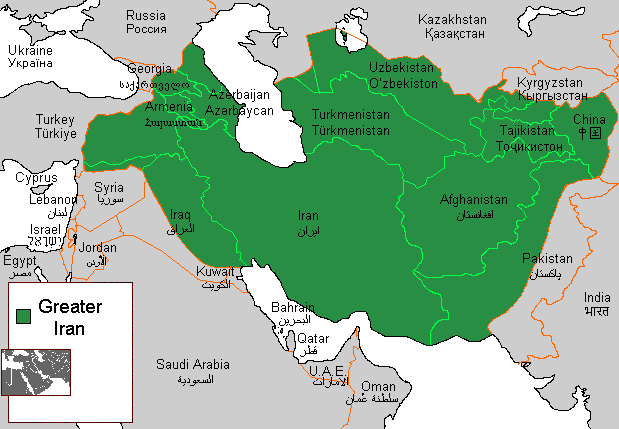
У географічному плані, Великий Іран включає в себе все Іранське нагір'я, південь Центральної Азії; (Бактрію) та Памір на північному сході; Афганістан та Західний Пакистан (Сулейманові гори) на південному сході і на сході; Курдистан, Заза, Сирію та Кавказ на північному заході

Великий Іран (перс. ایران بزرگ — Iran-e bozorg, перс. ایرانزمین — Iranzamin), «Іранський культурний континент» — історичний регіон, який розташований, або мав значний впливом іранської культури. Великий Іран охоплює територію сучасної Ісламської Республіки Іран, республік Південного Кавказу, Центральної Азії, Афганістану, Пакистану та Туреччини. Для іраністики XIX століття характерне змішання термінів «Великий Іран» і просто «Іран».

## Концепція
Концепція «Великого Ірану» носить суто культурно-історичний характер і не відповідає яким-небудь сучасним політичним утворенням. Великий Іран почав зароджуватися з III столітті одночасно з обширною культурною експансією перської Імперії Сасанідів. По ходу того, як перси поширювали свій вплив в регіоні, в їх державу вливалися все нові і нові народи, і термін «Іран» використовувався ними для позначення зростаючої багатонаціональної держави, яка пережила згодом кілька хвиль політичного та морального занепаду.
Після 1935, коли термін «Персія» перестав уживатися на Заході, термінологічне розмежування «Ірану» та «Великого Ірану» зробилося обов'язковим.

## Культурно-історичні регіони
- Трансоксанія
  - Хорезм
  - Самарканд та Бухара (Согдіана)
  - Карші
  - Чач
  - Фергана
- Великий Хорасан
  - Тохаристан (Балх)
  - Хуталян
  - Бадахшан
  - Мерв
  - Герат
  - Гор
  - Хазараджат
  - Хорасан
- Сістан[3].
- Язд
- Керман
- Ісфахан
- Фарс
- Рей
- Хамадан
- Азербайджан
- Вірменія
- Курдистан
- Заза

## Історичні та сучасні мапи Ірану

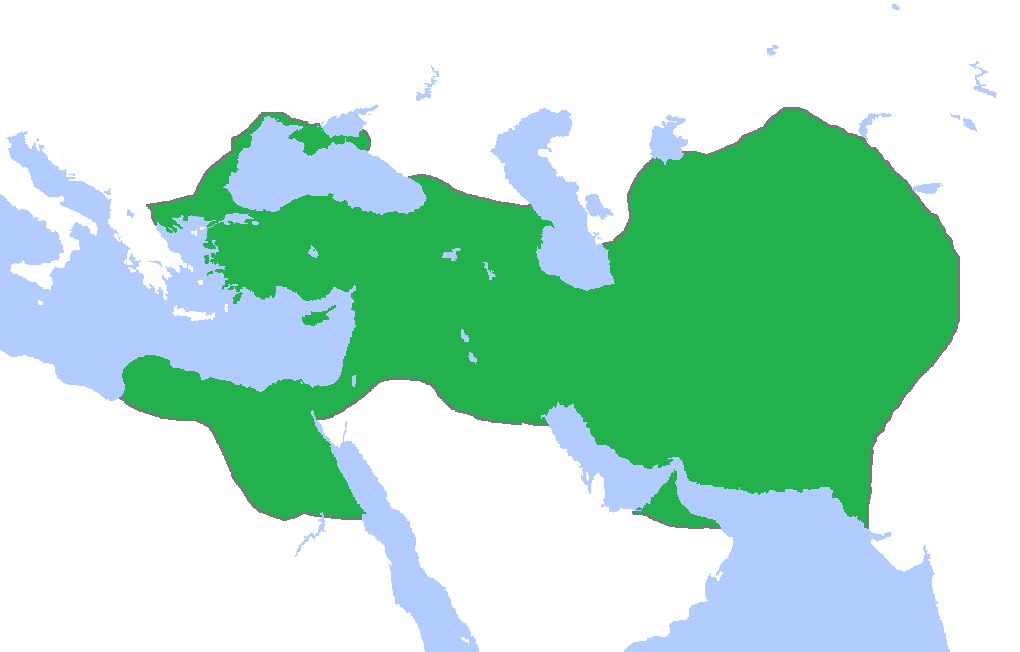
Map depicting the Achaemenid Empire.
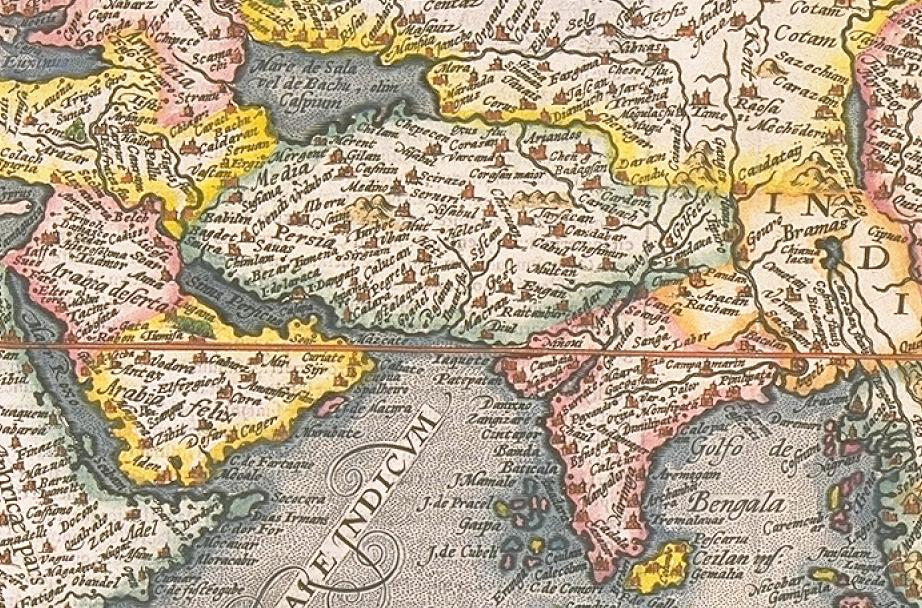
1598 German map of the region.
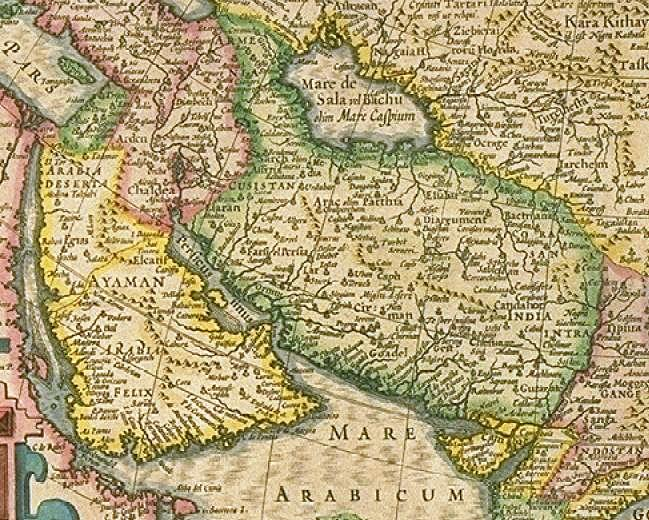
1610 map by Dutch map maker Jodocus Hondius showing Bactria and Georgia among the territories.
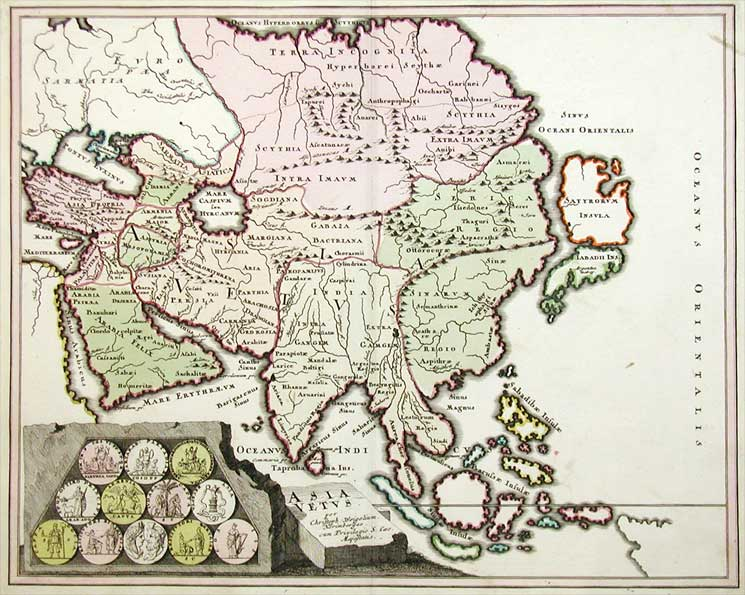
1719 map depiction of Asia.
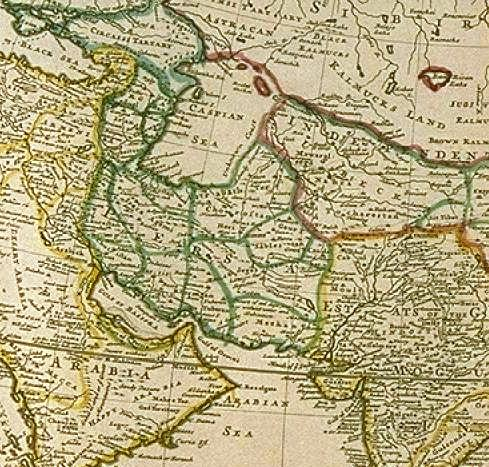
1720 map by Herman Moll.
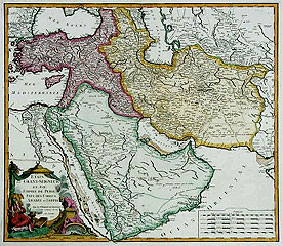
1753 map by Robert de Vaugondy titled Estats du Grand-Seigneur en Asie where the color yellow marks the territories of Persia.
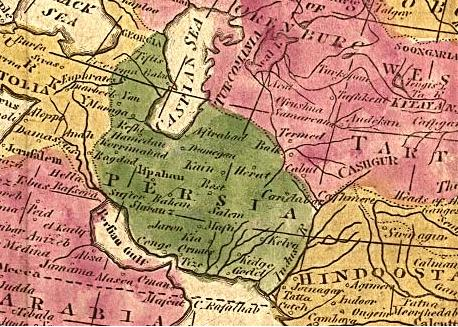
1808 British map of Persia.
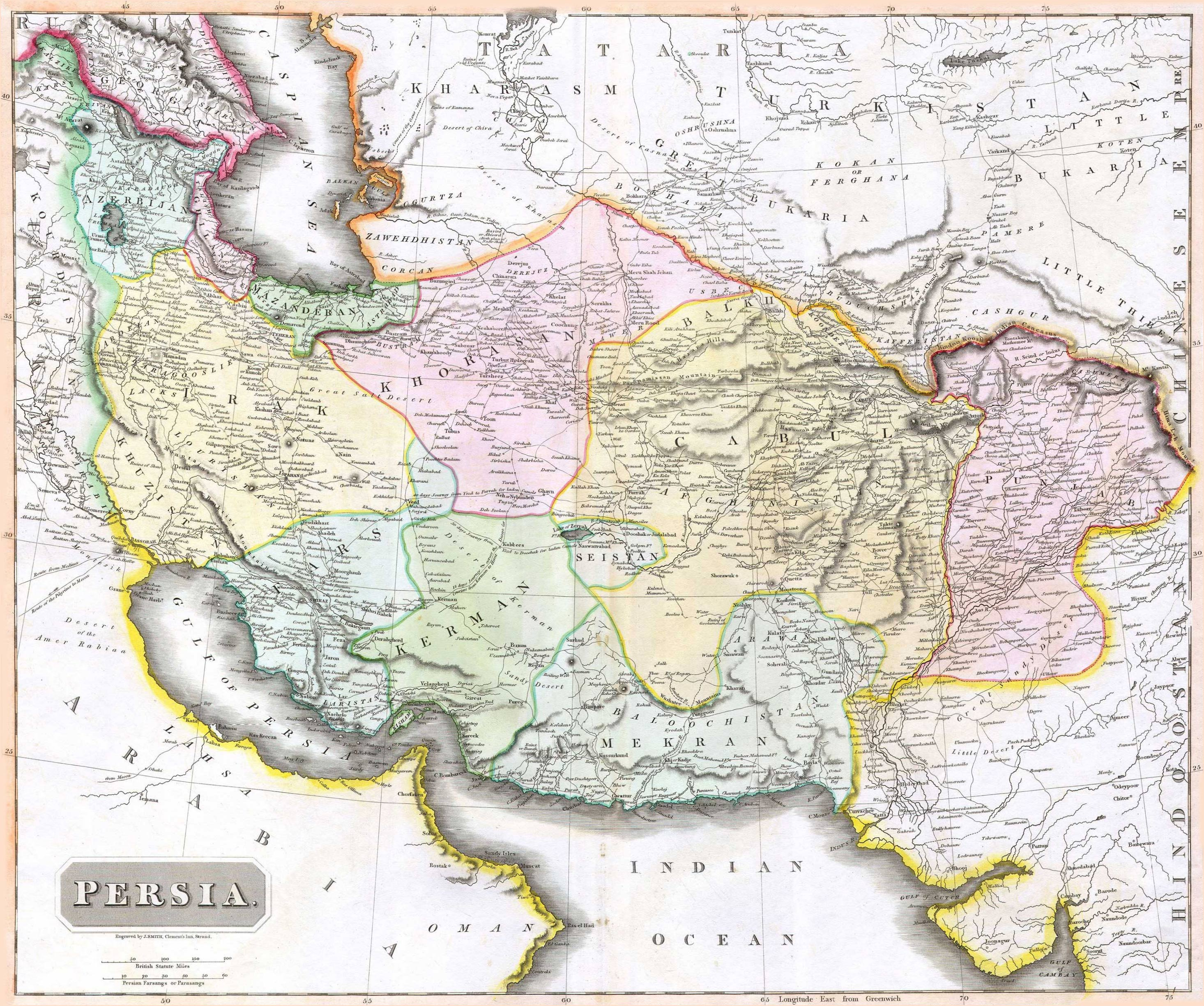
1814 map of Persia by John Thomson.
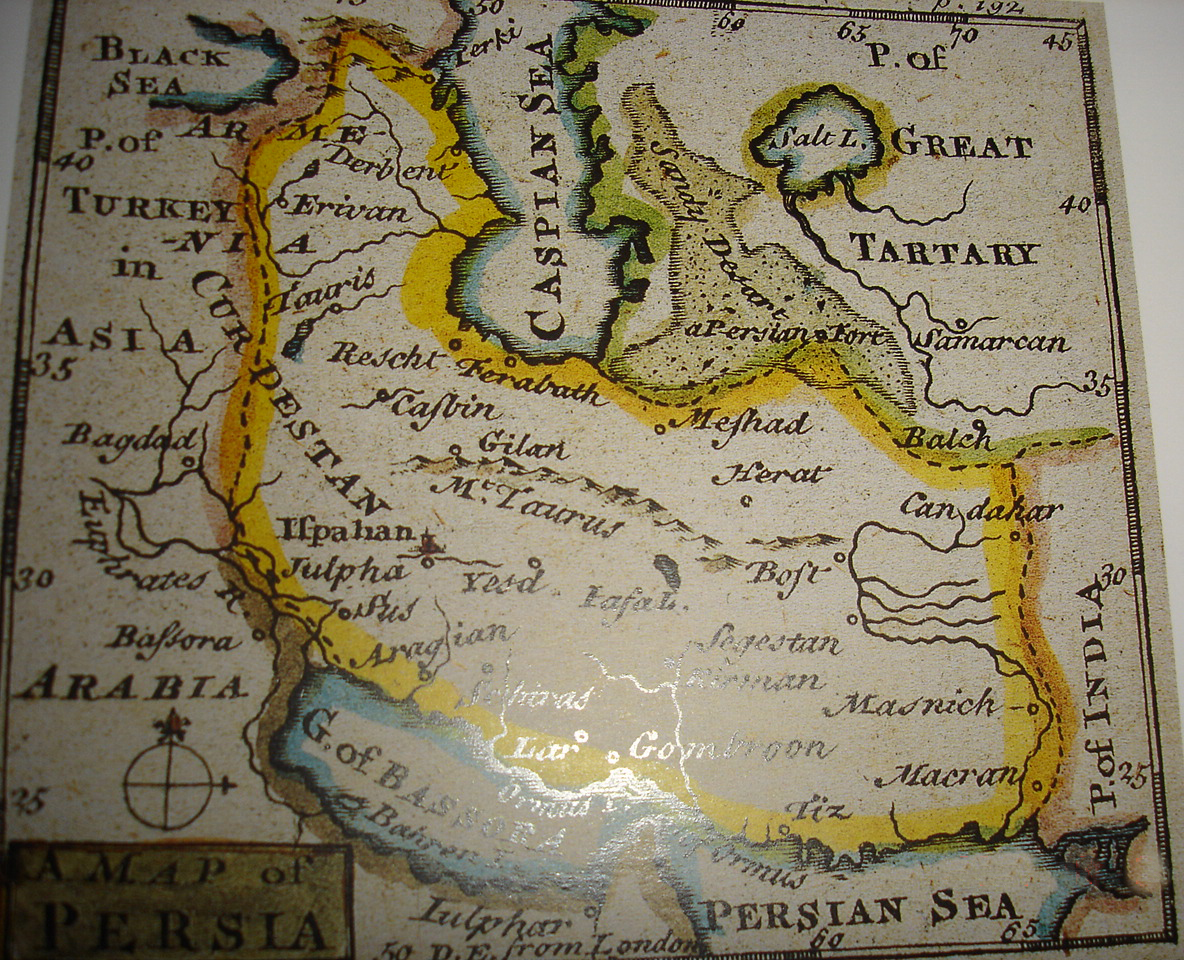
19th century British map depicting Persia